# LARC (軍用車両)

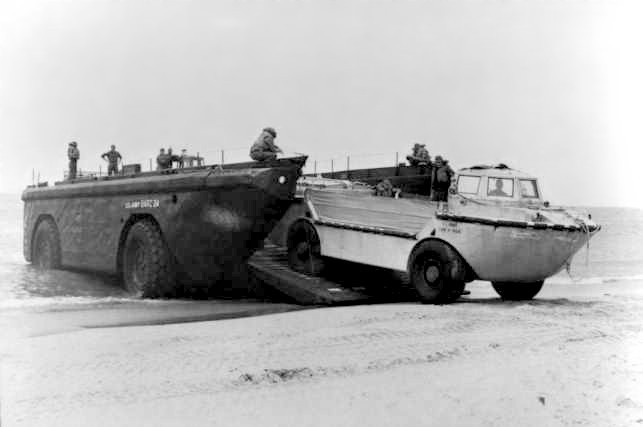
LARC-LXより揚陸するLARC-V
水陸両用車が水陸両用車によって輸送されているという珍しい光景

LARC (英語: Lighter, Amphibious Resupply, Cargo：水陸両用貨物補給自走艀）は、アメリカ合衆国で開発された水陸両用車である。

## 概要
上陸用舟艇に車輪をつけたような外観の2軸4輪の水陸両用車両で、水上ではスクリュープロペラ、陸上もしくは波打ち際ではタイヤによって推進する。
主に沖合の揚陸艦より沿岸への人員・物資の輸送、もしくは連絡に用いられるもので、従来の水陸両用車両に比べて高い水上航行能力と搭載量を持つ。
搭載可能重量により区分される
- LARC-LX (Lighter, Amphibious Resupply, Cargo, 60(LX) ton)
- LARC-XV (Lighter, Amphibious Resupply, Cargo, 15(XV) ton)
- LARC-V (Lighter, Amphibious Resupply, Cargo, 5(V) ton)

の3種類が存在した。

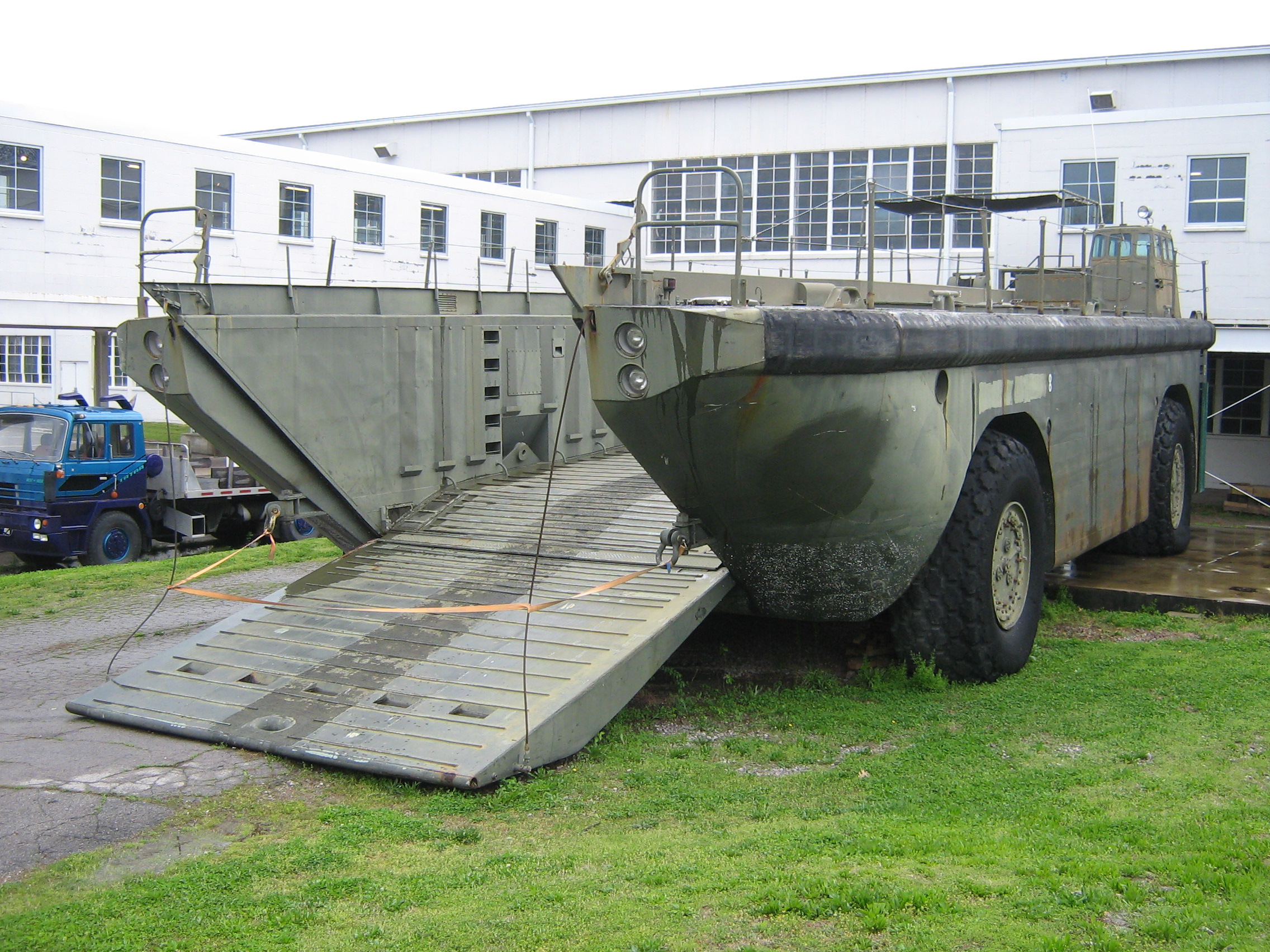
LARC-LX
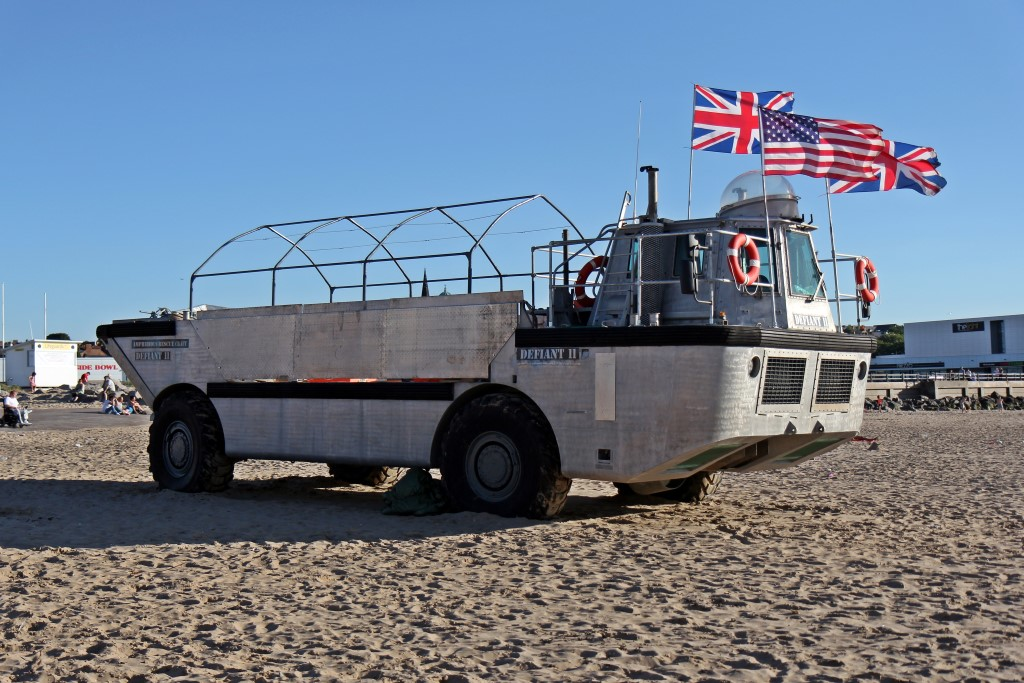
LARC-XV
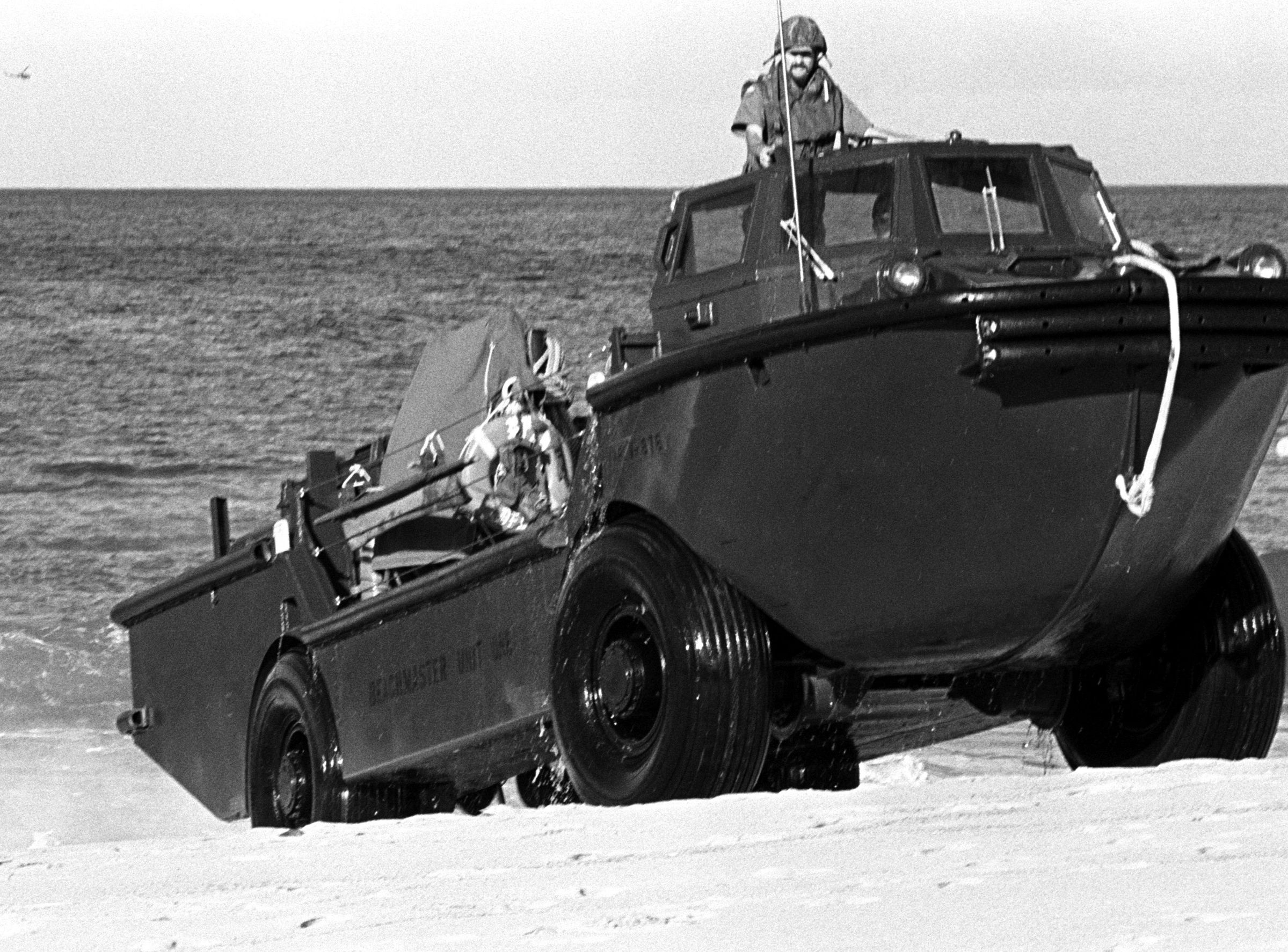
LARC-V

## 開発・運用
LARCはまず60トン型のものがBARC(英語: Barge, Amphibious Resupply, Cargo：水陸両用貨物補給艀）の名称で1952年に開発されて採用され、1960年には制式名称はLARC-LXに変更された。
続いて15トン型のLARC-VXが1960年に採用され、最も小型の5トン型、LARC-Vは1956年から開発が行われて1959年に採用され、1963より生産・導入された。
3車種合わせて968両が生産され、アメリカ海軍及びアメリカ海兵隊、アメリカ陸軍によって使用された。LARC-Vはアメリカの同盟国に供与もしくは売却されていくつかの国で用いられた他、軍より払い下げられた車両が民間で観光用その他に用いられている。
1980年代に入るといずれの車両も実戦部隊からは引き揚げが進められ、LARC-VXとLARC-LXは1990年代にはLCAC（エアクッション式揚陸艇）に代替されるものとして退役が決定、LARC-LXは最後の部隊が2001年10月15日に解隊している。LARC-Vは21世紀に入りSLEP（英語: Service Life Extension Program：寿命延長プログラム）により各種の改修が施されて現役に復帰し、再び運用されている。

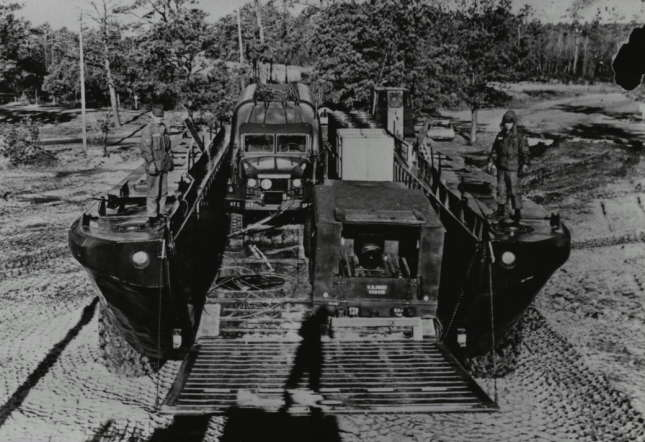
LARC-LXに搭載された車両及び各種機材
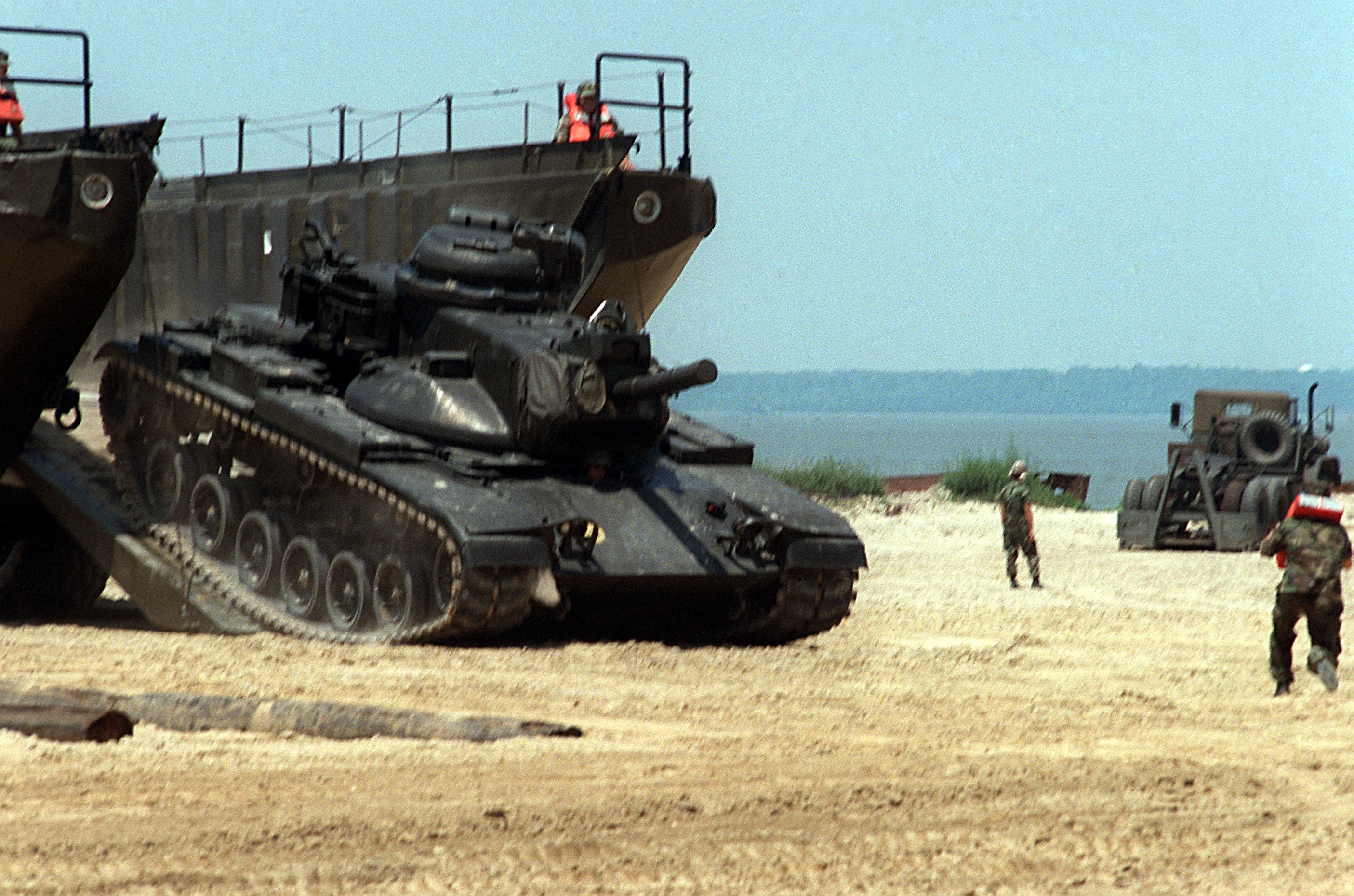
上陸作戦演習時にLARC-LXによって揚陸されるM60A2戦車
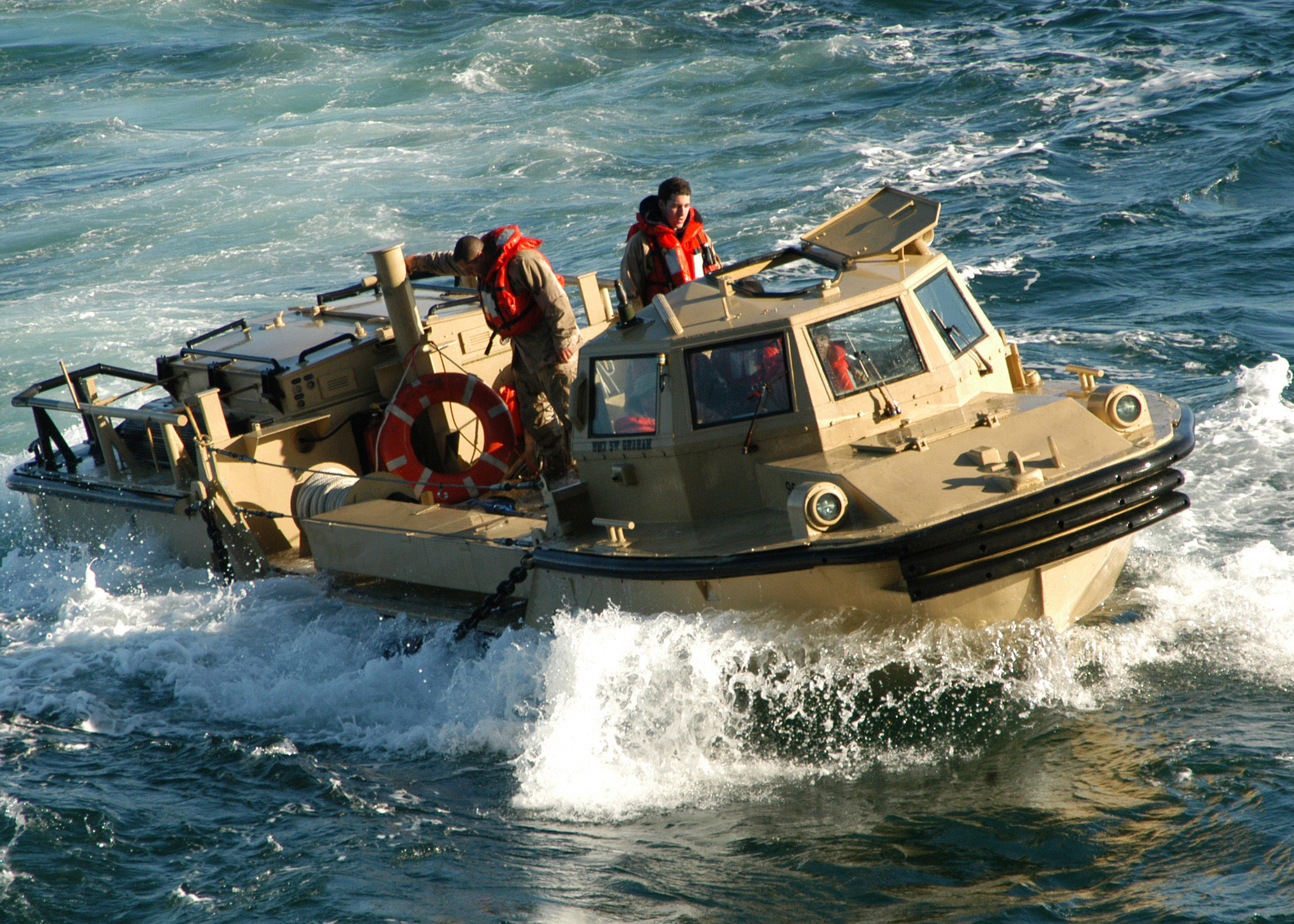
水上を航行するLARC-V（SLEP改修車両） （2005年の撮影）
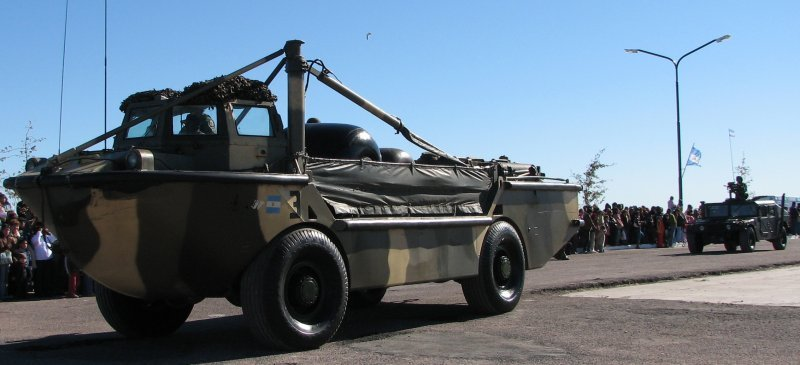
アルゼンチン海兵隊のLARC-V
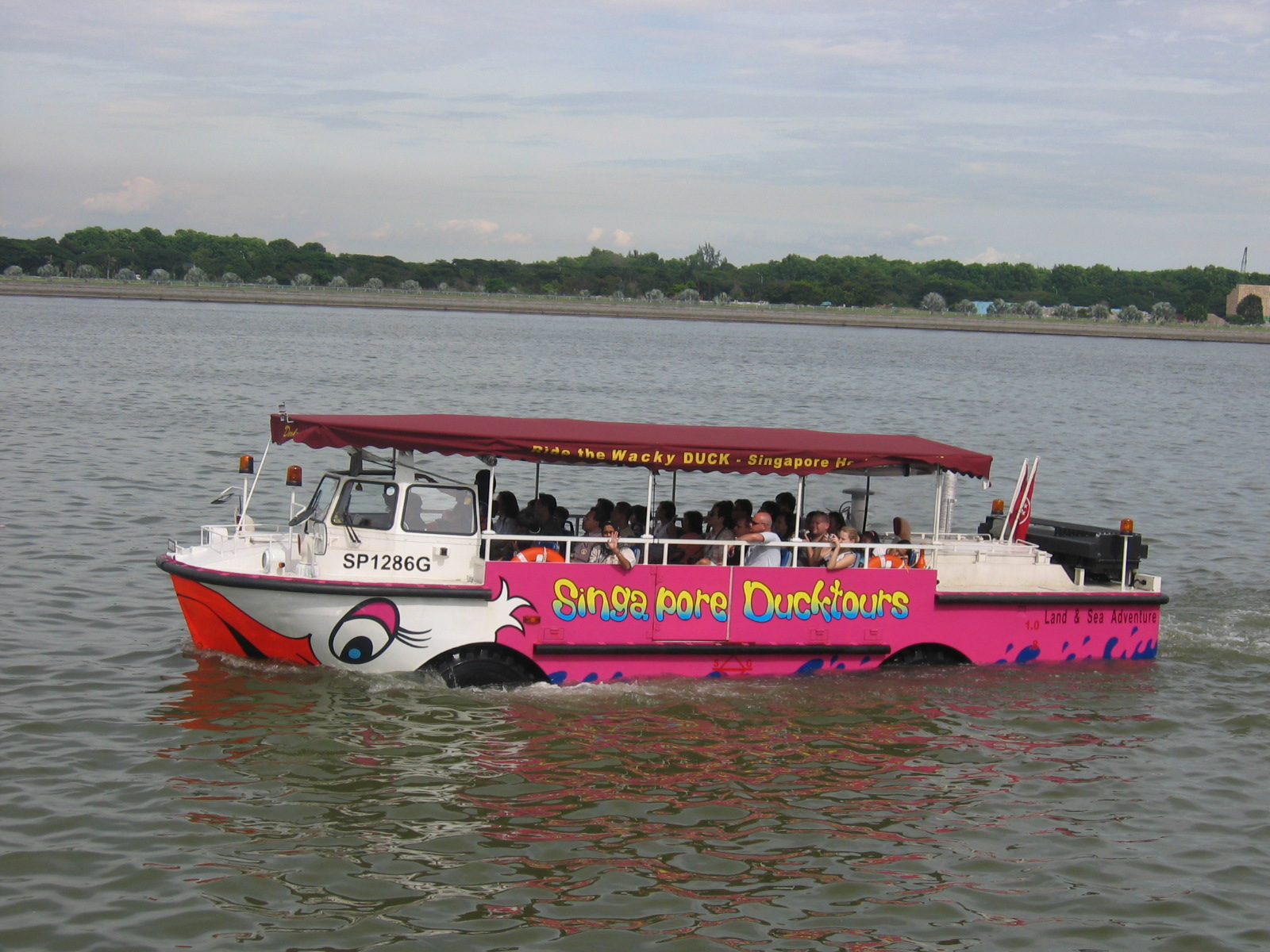
民間で水陸両用車観光（ダックツアー）用バスとして用いられるLARC-V 2006年シンガポールにて撮影